# Economia del Marroc

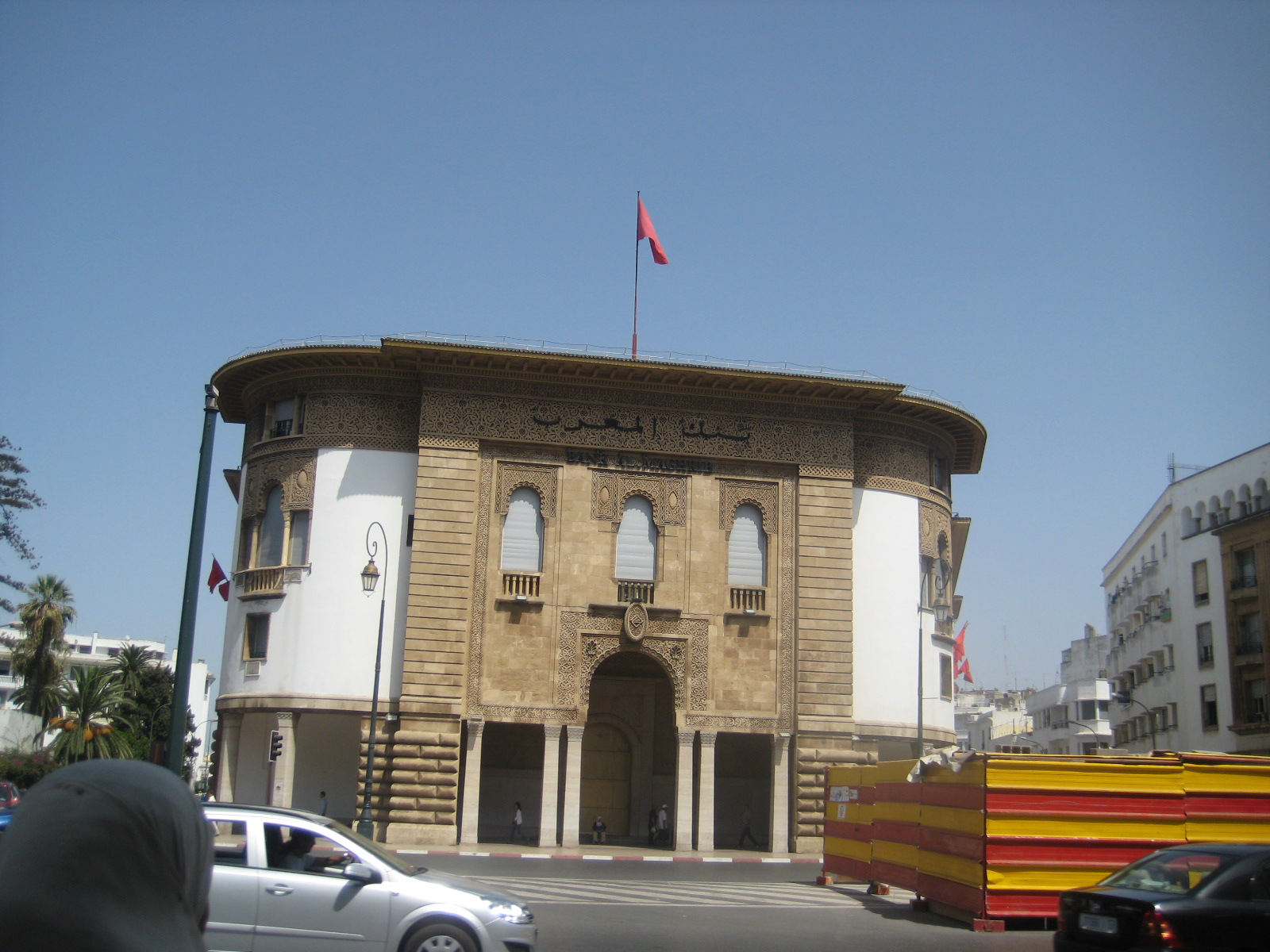
Banc Central del Marroc.

Marroc pertany al grup de països emergents, amb un sistema econòmic mixt. Des de 1993 el govern va seguir una política de privatització de les empreses públiques, així com de la liberalització de molts sectors de l'economia.
Encara que els últims anys els diversos governs han seguit una política de diversificació econòmica, l'agricultura que només representa el 17% del PIB empra al 44% de la població activa. El 2009 encara que la crisi ha assotat a una part del món, el Marroc va aconseguir un creixement del 5,0% gràcies en part al gran proteccionisme de la banca marroquina i als bons resultats en el sector agrícola. Els ingressos del país provenen en un 17,1% de l'agricultura, el 31,6% de la indústria i el 51,4% del sector serveis, segons dades proporcionades l'any 2010. La inflació és de 2,5 punts i el 15% de la població viu en una situació de pobresa. El percentatge de població activa és del 20% d'habitants.
Les polítiques econòmiques del Marroc van portar estabilitat al país en començaments de la dècada de 1990, però no van disminuir la taxa d'atur, estimat el 20% a les ciutats. Els dèficits comercial i pressupostari del Marroc van créixer durant el 2010, i la reducció de la despesa del govern i l'adaptació a un creixement econòmic reduït en Europa - on estan els seus principals mercats - seran els desafiaments del país el 2011. Per al llarg termini, un dels principals desafiaments és millorar l'educació i crear oportunitats d'ocupació per als joves, a més de reduir les desigualtats entre rics i pobres i combatre la corrupció.

## Sectors
- Agricultura: produeix blat, ordi, oliva i fruites. La producció de blat i d'ordi és insuficient per alimentar a tota la població. En 2004 donava ocupació a més del 40% de la població ocupada, i representava entorn del 15% del PIB i prop del 20% de les seves exportacions. Aquesta dependència del sector agrícola comporta que les característiques climatològiques de cada temporada condicionin els resultats macroeconòmics de cada any.
- Pesca: important tant en la costa mediterrània com en l'Atlàntic.
- Indústria: les indústries més desenvolupades al Marroc són les productores de fosfats, la tèxtil, l'agroalimentària, la siderúrgia, l'aeronàutica, l'electrònica i el turisme.
- Mineria: jaciments de fosfats de Yusufia i Kuribga.
- Turisme: gran potencial turístic escassament explotat. En l'any 2007 van visitar el país 7.500.000 de turistes, i en 2010 s'espera aconseguir els 10.000.000 de turistes. L'origen principal del turisme és Europa, sent els principals països França, seguit d'Espanya i Alemanya. Aquest sector constitueix la segona font més important de divises del Marroc, per darrere de les transferències de capitals dels marroquins residents a estranger, però abans de les vendes del fosfat i derivats.[3]